# Iason Sappas
Iason Sappas (en grec Ιάσων Σάππας; 1892 - ?) va ser un tirador grec que va competir a començaments del segle xx.
El 1920 va prendre part en els Jocs Olímpics d'Anvers, on disputà quatre proves del programa de tir. Guanyà la medalla de plata en la prova de pistola militar, 30 metres per equips. En la prova de pistola lliure, 50 metres per equips fou quart, fou vuitè en la de pistola lliure, 50 metres i tretzè en la de rifle lliure 300 metres, 3 posicions per equips.